# Richard Head

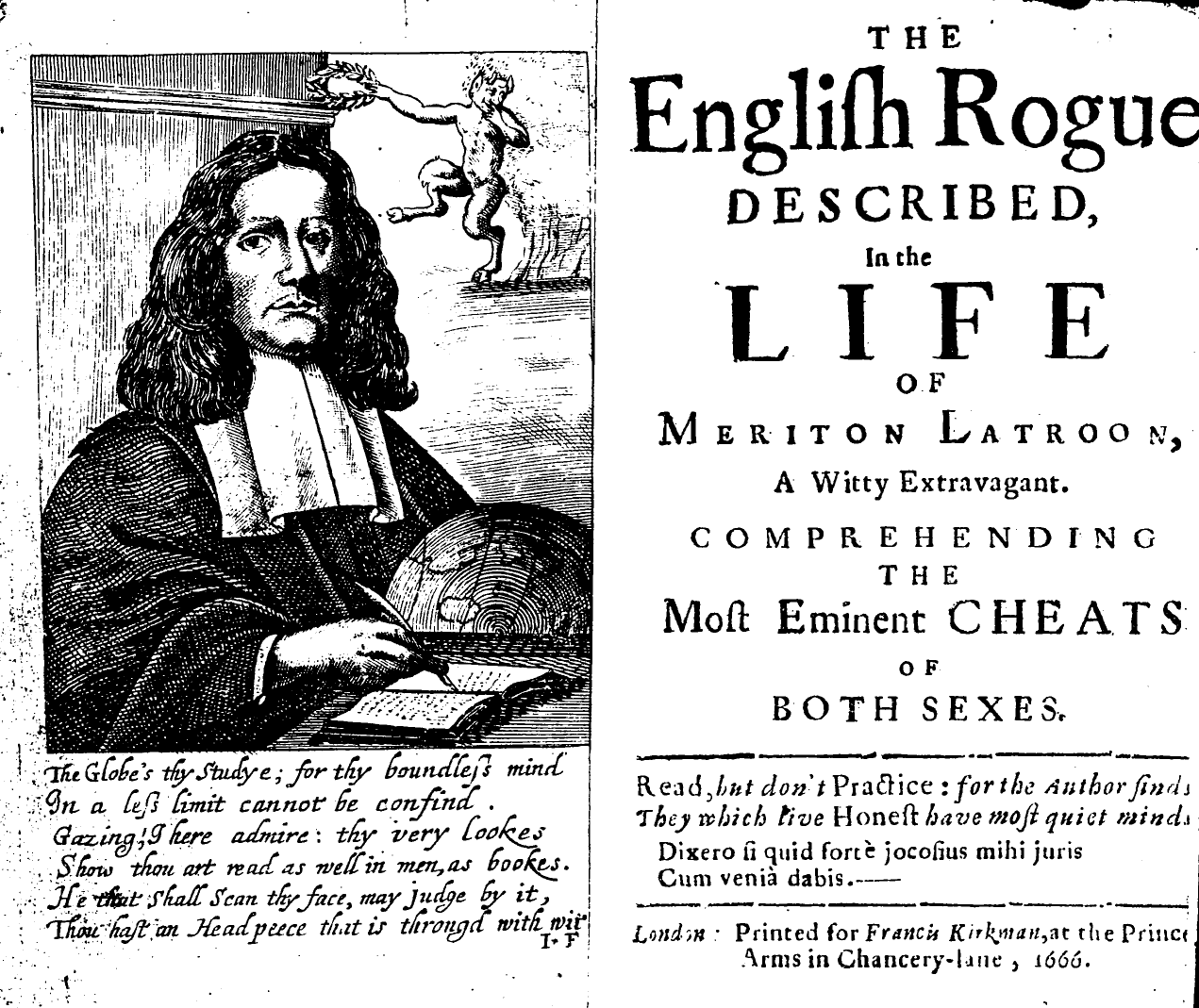
Richard Head im Porträt, das als Frontispiz der zweiten Auflage seines English Rogue (London: F. Kirkman, 1666) beigeben ist.

Richard Head (* um 1637 in Irland; † vor Juni 1686 auf See in der Nähe der Isle of Wight) war ein englischer Autor des 17. Jahrhunderts, Satiriker, Dramatiker und Buchhändler.

## Leben
Das meiste an verfügbarer Information über Richard Head – wie sie auch die 2004 erschienene Ausgabe des Oxford Dictionary of National Biography rekapituliert – stammt aus William Winstanleys biographischem Eintrag in The lives of the most famous English poets und kann als verlässlich eingestuft werden, da Winstanley auf eine persönliche Bekanntschaft mit Head verweisen konnte.
Nach Winstanley wurde Head als Sohn eines protestantischen Geistlichen in Irland geboren. Sein Vater kam in der irischen Rebellion des Jahres 1641 um – die Vorfälle gaben wohl das Vorbild für die Geschichten, die Heads satirischer Roman The English Rogue (1665) später referierte. Heads Mutter zog nach England zu Verwandten nach Barnstaple. Weitere Umzüge führten nach Plymouth, Bridport und Dorset. Head besuchte dort nachweislich 1650 das Gymnasium. Er wurde im Anschluss an die Schulausbildung vom selben Oxforder College angenommen, das bereits sein Vater besucht hatte (vermutlich New Inn Hall; dort graduierte nachweislich ein John Head 1628). Geldmangel zwang zum Abbruch der höheren Ausbildung. Head wurde in die Lehre zu einem auf lateinische Bücher spezialisierten Händler geschickt und erwarb sich, so Winstanley, gute Berufskenntnisse. Eine Leidenschaft für Poesie ließ ihn die erste eigene Arbeit mit dem satirischen Gedicht Venus Cabinet Unlock’d vorlegen, so der Titel, den Winstanley angibt – eine Angabe, die Head als den Autor hinter Giovanni Benedetto Sinibaldi (1594–1658) The cabinet of Venus unlocked, and her secrets laid open. Being a translation of part of Sinibaldus, his Geneanthropeia, and a collection of some things out of other Latin authors, never before in English. identifizieren mag (Bibliothekskataloge führen den Titel ohne diesbezüglichen Hinweis). Head heiratete um diese Zeit und verspielte wenig später erstmals seine wirtschaftliche Grundlage.
Nach Verlust des Geschäftes setzte Head sich nach Irland ab, wo er mit der unter den bestehenden politischen Umständen nur privat rezipierbaren Komödie Hic et ubique, or, The Humors of Dublin auf sich aufmerksam machte. Eine gedruckte Fassung legte er bei seiner Rückkehr nach England mit einer Widmung an den Duke of Monmouth 1663 vor. Der Widmungsträger revanchierte sich jedoch nicht im erwarteten Umfang und Head sah sich gezwungen, wieder als Buchhändler tätig zu werden. Mehrere Londoner Geschäftsadressen sind überliefert: Little Britain (so Sidney Lee), Petty Canons Alley, off Paternoster Row and opposite Queen’s Head Alley (so Gerard Langbaine). Winstanley nennt als Adresse Queen’s Head Alley. Falls sein Bericht zuverlässig ist, liefen Heads Geschäfte erfolgreich, endeten jedoch erneut im Debakel der Spielsucht.
1665 veröffentlichte Head den ersten Teil seines The English Rogue. Das Manuskript brachte dem Autor erhebliche Probleme mit der Vorzensur, die laut Winstanley an der Materie Anstoß nahm. Die derben Abenteuer, die sich an die des Lazarillo de Tormes 1554 anlehnten, waren in direkten Worten wiedergegeben; der Zensor wies das Manuskript als „too much smutty“ zurück. Die abgemilderte Buchausgabe, die 1665 bei Henry Marsh erschien, wurde dessen ungeachtet ein voller Erfolg. Heads satirischer Roman las sich nach der aktuellen Mode. Paul Scarrons Roman Comique erschien im selben Genre und fixierte die Gattung der comic romance (so der englische Titel Scarrons). Head selbst würzte nach eigenem, den Skandalwert steigernden Bekunden seinen Text mit selbst Erlebtem. Der Erstverleger starb noch im Jahr des Drucks. Die Rechte an Heads Roman übernahm sein Geschäftspartner Francis Kirkman, bei dem Marsh in Schulden stand. Kirkman brachte 1666 und 1667 drei weitere Auflagen heraus – ein immenser buchhändlerischer Erfolg, an Zweit- und Drittauflagen verdiente nur noch der Verleger. Schwer einzuordnen sind die Folgebände, die den Geschäftserfolg ausbeuten sollten: Ein zweiter, dritter und vierter Band erschien jeweils 1671, 1674 und 1680, ein fünfter wurde noch angekündigt, erschien jedoch nicht mehr. Winstanley führt Head als Autor aller erschienenen Bände. Head selbst distanzierte sich in der Vorrede zu Proteus redivivus (1675) von allen Bänden bis auf den ersten. Kirkman reklamiert eine gemeinsame Autorschaft mit Head für alle Bände. Vorworte finden sich von beiden gezeichnet, was Heads Verweigerung der Autorschaft fragwürdig erscheinen lässt.
Als Verleger fungierte Head bei mehreren Titeln, als Autor arbeitete er offen bis 1677. Winstanley zufolge ertrank er auf einer Reise zur Isle of Wight. Der Umstand, dass Winstanleys Lives of the most famous English poets die Zensur im Juni 1686 passierte, machte dies zum allgemein gehandelten Sterbedatum; vom terminus ante quem zu sprechen, dürfte präziser sein.

## Einfluss

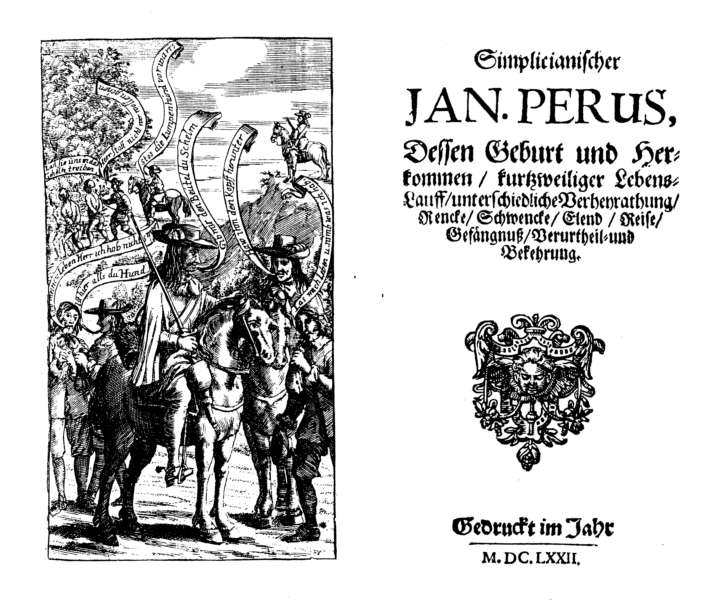
Titelblatt und Frontispiece der 1672 erschienenen deutschen Übersetzung von Heads English Rogue (1665).

Richard Heads English Rogue wurde als erster Roman englischer Sprache ins Deutsche übersetzt. Der Titel knüpfte an den Erfolg des Simplicius Simplicissimus (1666–1668) an, den Hans Jakob Christoffel von Grimmelshausen soeben vorgelegt hatte: Simplicianischer Jan Perus, dessen Geburt und Herkommen, kurtzweiliger Lebens-Lauff, unterschiedliche Verheyrathung, Rencke, Schwencke, Elend, Reise, Gefängnuß, Verurtheil- und Bekehrung (1672), so die deutsche Ausgabe des Englischen Schelmen.
Diverse Imitationen erschienen auf dem englischen Markt – Titel wie The French Rogue: or, The Life of Monsieur Ragoue de Versailles 1672 (von vielen Bibliothekskatalogen als Werk Heads gelistet). Der wichtigste Nachfahr des Head’schen Schelmen wurde 1722 Daniel Defoes The Fortunes and Misfortunes of the Famous Moll Flanders.

## Werke
- A threefold cord to unite soules for ever unto God. 1. The mysterie of godlinesse opened. 2. The imitation of Christ proposed. 3. The crowne of afflicted saints promised. As it was compacted by M. Richard Head, M.A. and sometimes minister of the Gospel, in his labours at Great Torrington in Devon. Published now, after his death, for publike profit (London: Printed by E.P. for Fr. Coles, and are to be sold at his shop in the Old-Bayly, at the Signe of the Halfe-Bowle, 1647).
- The Christians dayly solace in experimentall observations; or, cordials for crosses in thse sad and calamitous times of affliction. By R.H. (London: printed for Richard Skelton, at the Hand and Bible in Duck-Lane; Isaac Pridmore at the Golden Falcon, near the New Exchange; and Henry Marsh at the Princes Arms in Chancery-Lane, 1659).
- Hic et ubique, or, The humors of Dublin a comedy, acted privately, with general applause written by Richard Head, Gent (London: Printed by R.D. for the Author, 1663).
- The English rogue described in the life of Meriton Latroon, a witty extravagant being a compleat history of the most eminent cheats of both sexes (London: Printed for Henry Marsh, 1665).
- The Red-Sea, or, The description of a most horrid, bloody, and never yet parallel'd sea-fight between the English & Dutch with an elegy on that truly valiant and renowned commander, Sir Christopher Minnes, who died in the bed of honour, in defence of his king and countrey by R.H. (London: Printed by Peter Lillicrap …, 1666).
- The canting academy, or, The devils cabinet opened wherein is shewn the mysterious and villanous practices of that wicked crew, commonly known by the names of hectors, trapanners, gilts, &c.: to which is added a compleat canting-dictionary, both of old words, and such as are now most in use: with several new catches and songs, compos'd by the choisest wits of the age (London: Printed by F. Leach for Mat. Drew, 1673).
- The floating island, or, A new discovery relating the strange adventure on a late voyage from Lambethana to Villa Franca, alias Ramallia, to the eastward of Terra del Templo, by three ships, viz. the Pay-naught, the Excuse, the Least-in-sight, under the conduct of Captain Robert Owe-much, describing the nature of the inhabitants, their religion, laws and customs, published by Franck Careless, one of the discoverers ([London: s.n.], 1673).
- Jackson’s recantation, or, The life & death of the notorious high-way-man, now hanging in chains at Hampstead delivered to a friend a little before execution: wherein is truly discovered the whole mystery of that wicked and fatal profession of padding on the road (London: Printed for T.B., 1674).
- The western wonder, or, O Brazeel, an inchanted island discovered with a relation of two ship-wracks in a dreadful sea-storm in that discovery: to which is added, a description of a place, called, Montecapernia, relating the nature of the people, their qualities, humours, fashions, religions, &c. (London: Printed for N.C., 1674).
- The miss display'd, with all her wheedling arts and circumventions in which historical narration are detected, her selfish contrivances, modest pretences, and subtil stratagems by the author of the first part of The English rogue (London: Printed and are to be sold by the several booksellers, 1675).
- Nugae venales, or, Complaisant companion being new jests, domestick and foreign, bulls, rhodomontados, pleasant novels and miscellanies (London: Printed by W.D. 1675).
- Proteus redivivus, or, The art of wheedling or insinuation obtain'd by general conversation and extracted from the several humours, inclinations, and passions of both sexes, respecting their several ages, and suiting each profession or occupation collected and methodized by the author of the first part of the English rogue (London: Printed by W.D. …, 1675).
- The life and death of Mother Shipton being not only a true account of her strange birth and most important passages of her life, but also all her prophesies, now newly collected and historically experienced from the time of her birth, in the reign of King Henry the Seventh until this present year 1667, containing the most important passages of state during the reign of these kings and queens of England …: strangely preserved amongst other writings belonging to an old monastery in York-shire, and now published for the information of posterity (London: Printed for B. Harris …, 1677).